# Sojuz MS-13
Sojuz MS-13 fu un volo astronautico verso la Stazione Spaziale Internazionale (ISS) e parte del programma Sojuz, ed è il 142° volo con equipaggio della navetta Sojuz dal primo volo avvenuto nel 1967. L'equipaggio partì il 20 luglio 2019 dal Cosmodromo di Bajkonur per prender parte ad una missione di sei mesi durante le Expedition 60/61. La nave spaziale tornò sulla Terra il 6 febbraio 2020.

## Equipaggio
| Ruolo             | Equipaggio al lancio                                   | Equipaggio all'atterraggio                             |
| ----------------- | ------------------------------------------------------ | ------------------------------------------------------ |
| Comandante        | Aleksandr Skvorcov, Roscosmos Expedition 60 Terzo volo | Aleksandr Skvorcov, Roscosmos Expedition 60 Terzo volo |
| Ingegnere di volo | Luca Parmitano, ESA Expedition 60 Secondo volo         | Luca Parmitano, ESA Expedition 60 Secondo volo         |
| Ingegnere di volo | Andrew Morgan, NASA Expedition 60 Primo volo           | Christina Koch, NASA Expedition 61 Primo volo          |

## Equipaggio di riserva
| Ruolo             | Equipaggio                              | Equipaggio                              |
| ----------------- | --------------------------------------- | --------------------------------------- |
| Comandante        | Sergej Ryžikov, Roscosmos Expedition 60 | Sergej Ryžikov, Roscosmos Expedition 60 |
| Ingegnere di volo | Thomas Marshburn, NASA Expedition 60    | Thomas Marshburn, NASA Expedition 60    |
| Ingegnere di volo | Soichi Noguchi, JAXA Expedition 60      | Soichi Noguchi, JAXA Expedition 60      |